# Concorès
Concorès é uma comuna francesa na região administrativa de Occitânia, no departamento de Lot. Estende-se por uma área de 19 km². Em 2010 a comuna tinha 315 habitantes (densidade: 16,6 hab./km²).